# Silvio Santos para as Crianças

Capa de um dos livros da coleção.

Silvio Santos para as Crianças é uma famosa coleção de livros infantis com histórias criadas por Ely Barbosa, e contadas por Silvio Santos através de um LP que vinha junto com os livros.
O primeiro livro da coleção foi lançado em 1977, e até 2004 já havia vendido mais de sete milhões de exemplares Em 2002 a coleção foi relançada pela editora Abril, e as histórias contadas por Silvio Santos passaram a vir em formato CD.